# Noordwestelijke Doorvaart
De Noordwestelijke Doorvaart (Engels: Northwest Passage) is een route van de Atlantische Oceaan naar de Grote Oceaan door de poolarchipel van Canada.

## Ontdekking
Vooral aan het eind van de 16e en het begin van de 17e eeuw werden diverse expedities uitgestuurd om deze gedroomde doorvaart te vinden om zo een kortere route naar het Verre Oosten te bekomen. Bekende namen zijn hierbij Jacques Cartier, Martin Frobisher, John Davis, Henry Hudson, Robert Bylot en William Baffin en Jens Munk. Hoewel de Noordwestelijke Doorvaart niet werd gevonden, werd hierbij wel de Hudsonbaai ontdekt. Valse verhalen dat de Noordwestelijke Doorvaart zou zijn bevaren leidden tot de naam Straat van Anián.
James Cook zocht naar de Noordwestelijke Doorvaart vanaf de Grote Oceaan, en na de napoleontische oorlogen zocht de Britse marine intensief naar de doorvaart. John Ross en William Parry voerden tussen 1818 en 1833 in het gebied diverse expedities uit.

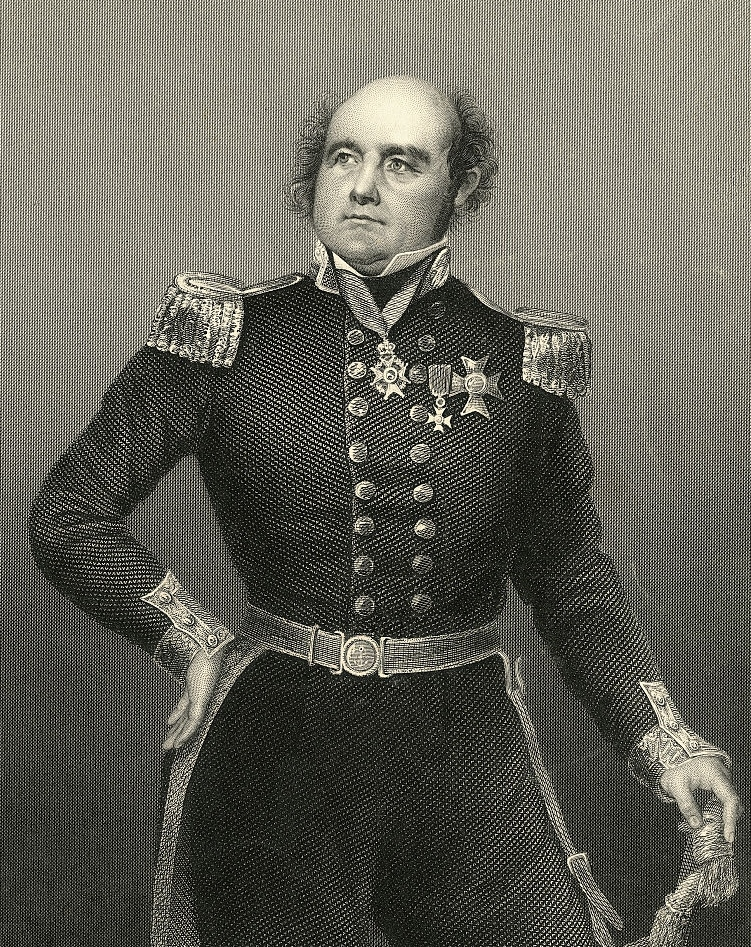
John Franklin

In 1845 werd John Franklin uitgezonden om op zoek te gaan naar de Noordwestelijke Doorvaart. Zijn schip kwam echter vast te zitten in het ijs bij King William Island en alle opvarenden kwamen om. Na zijn vermissing werden er uitgebreide acties ondernomen om hem te vinden. Tijdens deze expedities werd het grootste deel van de Canadese archipel bekend. De marine gaf de prijs die voor de ontdekking van de Noordwestelijke Doorvaart was uitgeloofd aan Robert McClure, die vanuit de Beringstraat een punt bereikte dat eerder al vanuit het oosten bereikt was, en die bovendien via de Baffinbaai terugkeerde. Hij had echter niet de Noordwestelijke Doorvaart bevaren, want hij keerde terug met een andere expeditie, waarbij er tussen beide schepen een geruime afstand met sleden was afgelegd. Wel was na de zoekexpedities van Franklin het gebied van de Noordwestelijke Doorvaart voldoende bekend, maar een vaarroute was (nog) niet gevonden.

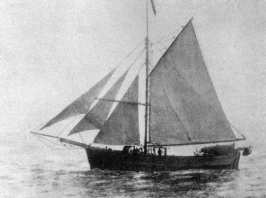
Het schip van Amundsen, Gjøa

Het was uiteindelijk de Noorse ontdekkingsreiziger Roald Amundsen die in 1903-1906 als eerste daadwerkelijk de Noordwestelijke Doorvaart bevoer.

## Toegenomen bevaarbaarheid
Op 12 augustus 1968 begon de olietanker SS Manhattan met een tocht door de Noordwestelijke Doorvaart. Het schip was verbouwd zodat het bestendig was tegen het ijs. Op delen van het traject werd het schip bijgestaan door ijsbrekers van de Canadese en Amerikaanse marine en kustwacht. Het schip voer van de oostkust van de Verenigde Staten ten noorden van Canada naar Prudhoe Bay in Alaska. Daar werd één vat aardolie geladen en het schip maakte de terugreis naar de Amerikaanse oostkust. Op 12 november kwam het schip aan in de haven van New York. Het was het eerste commerciële schip dat deze reis maakte. In april 1969 poogde het schip nogmaals deze reis te maken, maar deze poging werd afgebroken.
In de zomer van 2000 gebruikten verschillende schepen het voordeel van het dunner wordende ijs op de Noordelijke IJszee om de doorgang te gebruiken. Toen al werd aangenomen dat de opwarming van de Aarde de doorgang in de toekomst gedurende langere perioden van het jaar bevaarbaar zou maken, zodat die stilaan steeds aanlokkelijker zou gaan worden als commerciële zeeroute. Routes van Europa naar het Verre Oosten zouden langs deze doorvaart immers met zo'n 4000 km kunnen worden bekort - een aanzienlijke winst ten opzichte van de reis via het Panamakanaal.
Niemand kon toen echter nog bevroeden dat die toekomst al zó nabij was als in medio september 2007 bleek. Op dat moment kon de Europese ruimtevaartorganisatie (ESA) namelijk op grond van satellietverkenningen melden dat de ijsbedekking, die de voorgaande jaren al merkbaar verminderd was, nu dermate extreem bleek te zijn geslonken dat de gehele Noordwestelijke Doorvaart, voor het eerst sinds het begin van de regelmatige waarnemingen in 1978, "volledig bevaarbaar" was geworden.
De totale ijsbedekking van het noordpoolgebied was afgenomen tot om en nabij 3 miljoen km²: een vermindering ten opzichte van de voorgaande minima in 2005 en 2006 met ongeveer een miljoen km².
Omdat in het voorgaande decennium de gemiddelde jaarlijkse vermindering zo'n 100.000 km² had bedragen, moest een zo plotselinge afname met een miljoen km² in slechts één jaar volgens ESA als "zeer extreem" worden aangemerkt. Zelfs de ijsbedekking van de Noordoostelijke Doorvaart, dwars door het uitgestrekte Russische poolgebied, was inmiddels zover geslonken dat ook die route al uitzicht op bevaarbaarheid begon te bieden.
Wetenschappers, die het afsmelten van de noordelijke poolkap eerder al in verband hadden gebracht met het versterkte broeikaseffect concludeerden nu dat dit proces weleens aanzienlijk sneller zou kunnen verlopen dan verwacht. In september 2008 meldde de Britse krant The Independent on Sunday dat de noordwestpassage van de Atlantische Oceaan langs Groenland en tussen Canadese eilanden door naar de Stille Oceaan open was.

## Politieke gevolgen
Door deze acceleratie in de natuurlijke ontwikkelingen kwamen de internationale politieke gevolgen nu automatisch ook in een stroomversnelling terecht. Een dispuut over een doorvaart die toch niet te gebruiken is, is immers aanzienlijk minder acuut dan wanneer deze lucratieve route plotseling bevaarbaar blijkt.
Zo gaat Canada er bijvoorbeeld van uit dat het alle rechten bezit voor de delen van de route die door zijn territorium verlopen en dat het daarom gerechtigd is het gebruik van die delen door andere landen desgewenst te verbieden. De Verenigde Staten en de Europese Unie bestrijden dit. Zij willen dat het tracé van de doorvaart officieel de status van internationale zeestraat krijgt en dat de route tot de internationale wateren zal gaan behoren, die vrijelijk door ieder schip mogen worden gebruikt. Het Amerikaans-Europees standpunt steunt op een arrest uit 1947 in een geschil rond het Kanaal van Korfoe, de zee-engte tussen Korfoe en Albanië. Het Internationaal Gerechtshof oordeelde dat het land geen jurisdictie kon doen gelden, omdat de zeestraat een internationale scheepvaartroute betrof tussen twee internationale wateren. Gelijkaardige geschillen bestonden of bestaan over de Straat van Hormuz tussen Iran en Oman, de Bab el Mandeb zeestraat tussen Jemen en Djibouti, en in de Zuid-Chinese Zee. Intussen kwam wel het Canada-US Arctic Co-operation Agreement tot stand, waarbij de VS toestemming van Canada vraagt voor elke doortocht, zonder erkenning van territoriale claims. Maar wanneer de hele Noordelijke IJszee ijsvrij zou worden, ontstaan routes buiten alle territoriale wateren om.